# Basisfenoide
Il basisfenoide è un osso impari del cranio, posto nella regione otica del neurocranio davanti al basioccipitale. Si articola cranialmente con il presfenoide e lateralmente (mediante due proiezioni ossee note come "ali") con alcune ossa piatte della scatola cranica. Il basisfenoide fornisce anche l'alloggio per l'ipofisi mediante una sorta di insenatura, la sella turcica.
In molti vertebrati, il basisfenoide forma la base della scatola cranica, al di sotto del cervello. Può estendersi in avanti sotto la parte anteriore del cervello, ma solitamente è posto sotto la parte mediana e quella posteriore. Nei tetrapodi il basisfenoide è spesso esteso in avanti, poiché in molti tetrapodi la parte anteriore della scatola cranica non è ossificata; in questo caso, il basisfenoide è l'unico elemento ventrale ossificato della scatola cranica. Al di sotto di essa, il basisfenoide è unito alle ossa del palato, e insieme a queste fornisce supporto per le mascelle, funzionando come barra trasversale per le ossa palatali che formano la volta della bocca.